# Контрсугестія
Контрсугестія — негативна відповідь на сугестію (навіювання) і її заперечення. Це дифузний звуковий сигнал, що забороняв забороняти, і саме це стало рушійною силою гомінізації тварин. 
Нові форми контрсугестії (заперечення) в тваринному спілкуванні несли в собі величезний потенціал перетворень та ускладнень, відкриваючи шлях до формування людських мов.
Прикладом контрсугестії у сучасному спілкуванні є переконання, роз’яснення, які людина адресує співрозмовнику для подолання його сумніву чи опору.
Б. Ф. Поршнев вирізняє три види контрсугестії: уникнення, авторитет і нерозуміння.
Контрсугестія — реакція на сугестію (заборона заборони). Вона відсутня у наступних випадках:
- якщо тема спілкування нова
- якщо тема спілкування відома
- якщо тема спілкування дуже далека